# Секото, Джерард

Soko Majoka, 1946-7

Джерард Секото (англ. Gerard Sekoto; 9 декабря 1913, Ботшабело, около Мидделбурга, Трансвааль — 20 марта 1993, Париж) — крупнейший южноафриканский художник, один из основоположников городского чёрного искусства. С 1947 года жил в эмиграции во Франции.

## Биография
Джерард Секото родился на миссии немецкой лютеранской церкви в Восточном Трансваале. Провёл своё детство на другой миссии около Мидделбурга, куда был переведён его отец, священник и проповедник. Секото учился в школе в Вондерхуке, затем с 1930 года посещал институт Грас-Дьё, затем учился в колледже около Питерсбюрга и получил диплом учителя. С 1934 по 1938 год он преподавал в школе около Питерсбюрга.
Рано начал рисовать, но окончательно стал заниматься живописью в середине 1930-х годов, после окончания колледжа. В 1938 году он получил вторую премию на национальном художественном конкурсе. В 1939 году он принял решение оставить преподавание и профессионально заняться искусством. После этого Секото переехал в Йоханнесбург позже уничтоженный квартал Софиятаун). Там начал работать в масле, научившись этой технике у художников Алексиса Преллера и Юдит Глюкман. Позже жил в снесённых впоследствии кварталах Кейптауна, и Претории, где создал красочные картины, показывающие городскую жизнь.
В 1947 году Секото принял решение эмигрировать и более никогда не возвращался в Южную Африку. Главным образом это решение было основано на отсутствии политической свободы и перспектив его творческого развития. Его работы южноафриканского периода считаются вершиной творчества Секото.
Впервые Джерард Секото попал в фокус международного внимания, когда он принял участие в галерее Тейт в выставке южноафриканских художников. Начиная с 1953 года, он регулярно выставлялся в Париже, с 1963 года — в ЮАР. В 1966 году он впервые после своего отъезда вернулся в Африку, проведя около года в Сенегале. В это же время он был лишён южноафриканского гражданства.
В конце 1970-х годов здоровье художника ухудшилось, и он стал меньше выставляться. В 1989 году он получил степень почётного доктора Витватерстандского университета в Южной Африке.
Секото завещал все свои произведения и имущество для поддержки художественного образования детей Южно-Африканской Республики. Так как реализация завещания требовала усилий со стороны правительств Франции и ЮАР, был создан фонд Джерарда Секото. В 1998 году правительство Франции согласилось не облагать завещанное имущество налогом, и вся коллекция, насчитывающая около 3000 картин, была передана в Национальную Галерею в Кейптаун.
В 2003 году посмертно награждён золотым орденом Икхаманга.